# Raveniopsis stelligera
Raveniopsis stelligera är en vinruteväxtart som först beskrevs av Richard Sumner Cowan, och fick sitt nu gällande namn av Richard Sumner Cowan. Raveniopsis stelligera ingår i släktet Raveniopsis och familjen vinruteväxter. Inga underarter finns listade i Catalogue of Life.